# Marcel Henn
Marcel Henn (1 september 1958) is een Belgisch Duitstalig politicus voor de CSP.

## Biografie
Van opleiding leraar in het lager onderwijs, ging Henn in 1978 aan de slag als leraar op de gemeenteschool van Kelmis. Na zeven jaar voor de klas te hebben gestaan, werd hij in 1985 directeur van de school, tot hij in 2016 met vervroegd pensioen ging. 
Marcel Henn engageerde zich tevens in het plaatselijke kerkkoor van Kelmis en werd in 2018 actief in de lokale politiek. Henn werd in oktober 2018 voor de CSP verkozen tot gemeenteraadslid van Kelmis en was er van december 2018 tot januari 2022 schepen van Onderwijs. Sinds februari 2023 is hij opnieuw schepen van Kelmis, met de bevoegdheid Leefmilieu.
Bij de Duitstalige Gemeenschapsverkiezingen van juni 2024 werd Henn eveneens verkozen in het Parlement van de Duitstalige Gemeenschap.